# Air NZ Cup 2006
La Air NZ Cup 2006 fue la trigésimo primera edición y primera con el formato actual del principal torneo de rugby profesional de Nueva Zelanda. El campeón de dicha edición fue Waikato Mooloos, que lograba su segundo campeonato.

## Sistema de disputa
Los equipos enfrentan a los equipos restantes  disputando 9 encuentros, 
- Los ocho equipos con mejor clasificación al final de la fase de grupos clasifican a los cuartos de final buscando el título de la competición.

## Clasificación
- Clasificación[1]

| Pos. | Equipo           | Encuentros | Encuentros | Encuentros | Encuentros | Tantos | Tantos | Tantos | PB | Puntos |
| Pos. | Equipo           | PJ         | PG         | PE         | PP         | F      | C      | Dif    | PB | Puntos |
| ---- | ---------------- | ---------- | ---------- | ---------- | ---------- | ------ | ------ | ------ | -- | ------ |
| 1.º  | Waikato          | 9          | 7          | 1          | 1          | 277    | 182    | +95    | 6  | 36     |
| 2.º  | Auckland         | 9          | 6          | 1          | 2          | 287    | 119    | +168   | 8  | 34     |
| 3.º  | North Harbour    | 9          | 7          | 0          | 2          | 206    | 158    | +48    | 3  | 31     |
| 4.º  | Wellington       | 9          | 7          | 1          | 1          | 189    | 165    | +24    | 1  | 29     |
| 5.º  | Canterbury       | 9          | 6          | 0          | 3          | 238    | 156    | +82    | 5  | 29     |
| 6.º  | Otago            | 9          | 5          | 0          | 4          | 192    | 173    | +19    | 4  | 24     |
| 7.º  | Bay of Plenty    | 3          | 3          | 0          | 0          | 100    | 34     | +66    | 2  | 14     |
| 8.º  | Southland        | 3          | 2          | 0          | 1          | 55     | 50     | +5     | 1  | 9      |
| 9.º  | Hawke's Bay      | 3          | 2          | 0          | 1          | 63     | 74     | -11    | 1  | 9      |
| 10.º | Northland        | 3          | 2          | 0          | 1          | 57     | 85     | -28    | 0  | 8      |
| 11.º | Taranaki         | 3          | 1          | 0          | 2          | 76     | 60     | +16    | 3  | 7      |
| 12.º | Tasman           | 3          | 1          | 0          | 2          | 87     | 80     | +7     | 1  | 5      |
| 13.º | Counties Manukau | 3          | 0          | 1          | 2          | 65     | 93     | -28    | 3  | 5      |
| 14.º | Manawatu         | 3          | 0          | 1          | 2          | 51     | 78     | -27    | 0  | 2      |

|  | Cuartos de final. |

### Semifinal
| 6 de octubre | Wellington | 36 - 23 | Canterbury |  |  |

| 7 de octubre | Auckland | 46 - 14 | Bay of Plenty |  |  |

| 7 de octubre | Waikato | 24 - 12 | Southland |  |  |

| 8 de octubre | North Harbour | 21 - 56 | Otago |  |  |

| 13 de octubre | Auckland | 15 - 30 | Wellington |  |  |

| 14 de octubre | Waikato | 44 - 15 | Otago |  |  |

### Final
| 21 de octubre | Waikato | 37 - 31 | Wellington |  |  |

| Bandera de Nueva Zelanda |
| Campeón Waikato          |
| Segundo título           |